# Isla del Ciervo
La isla del Ciervo es una isla española, la más meridional de las islas del Mar Menor, situada al sur de La Manga del Mar Menor, en el término municipal de Cartagena. Hasta hace unos años, estaba unida a tierra firme por un estrecho brazo artificial de más de medio kilómetro con un camino que daba acceso a la isla. Para evitar daños en el frágil ecosistema de la isla, este camino ha sido recientemente demolido para recobrar la total insularidad de la isla. 
Como el resto de las islas del Mar Menor, se trata de un antiguo cono volcánico, sustrato rocoso que emergió hace unos 7 millones de años, durante el Mioceno superior.

## Aspecto
Es una isla que está formada por dos antiguos conos volcánicos. El de la parte O, es más grande y extensa, mientras que la parte E, es más baja. Como la mayoría de las islas del Mar Menor, están erosionados.

## Aspectos medioambientales
Se encuentra incluida dentro del espacio natural de Espacios abiertos e islas del Mar Menor, protegida con la categoría de parque natural y de Zona de Especial Protección para las Aves (ZEPA). 
Entre las especies botánicas destacables se pueden mencionar las comunidades de palmitos (Chamaerops humilis), así como los iberoafricanismos: oroval (Withania frutescens), cornical (Periploca angustifolia) y chumberillo de lobo (caralluma europaea).
Contiene numerosas comunidades vegetales de especies endémicas e iberoafricanas muy interesantes, por lo que ha sido propuesta como microrreserva botánica.

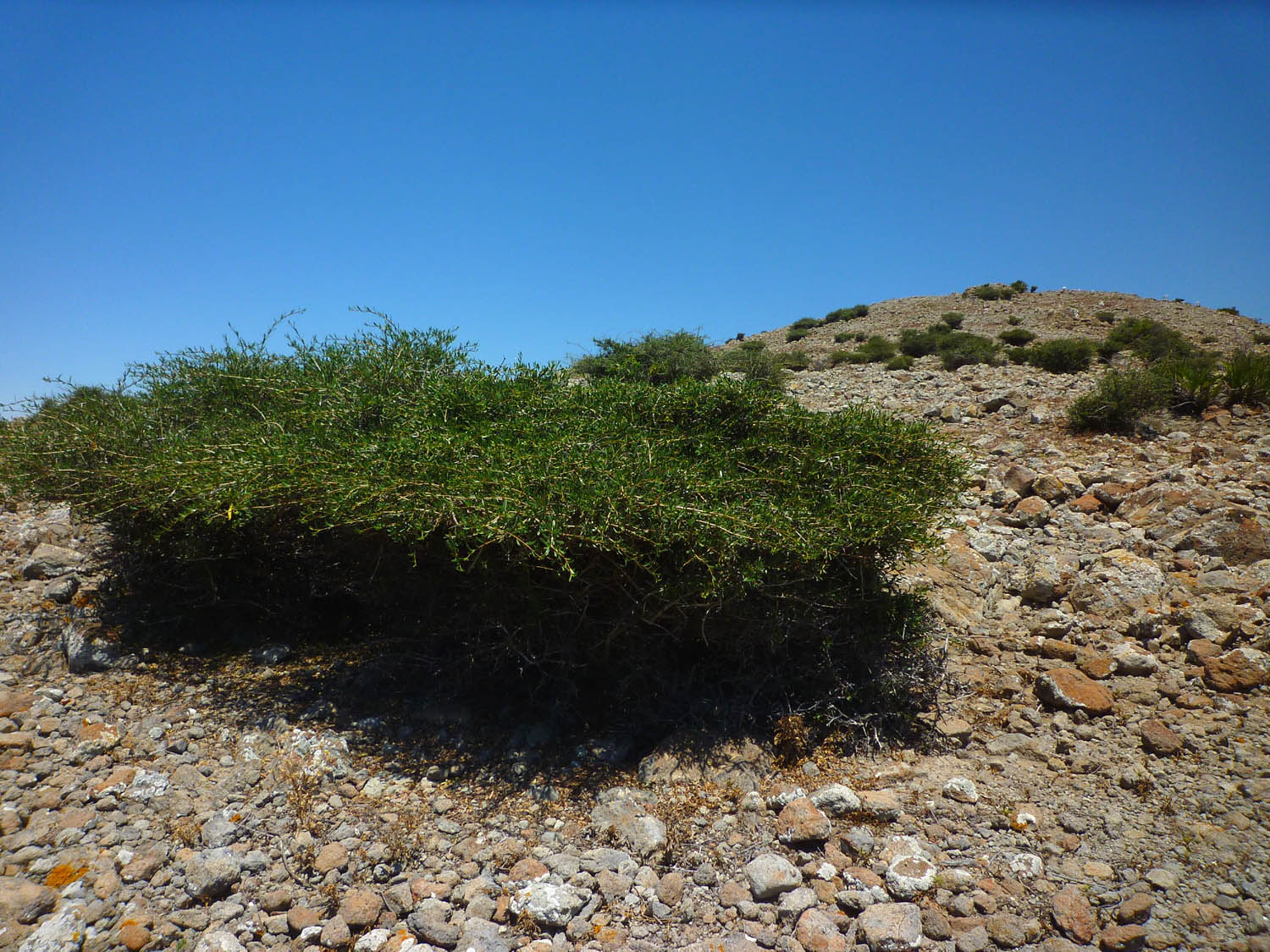
Periploca angustifolia.
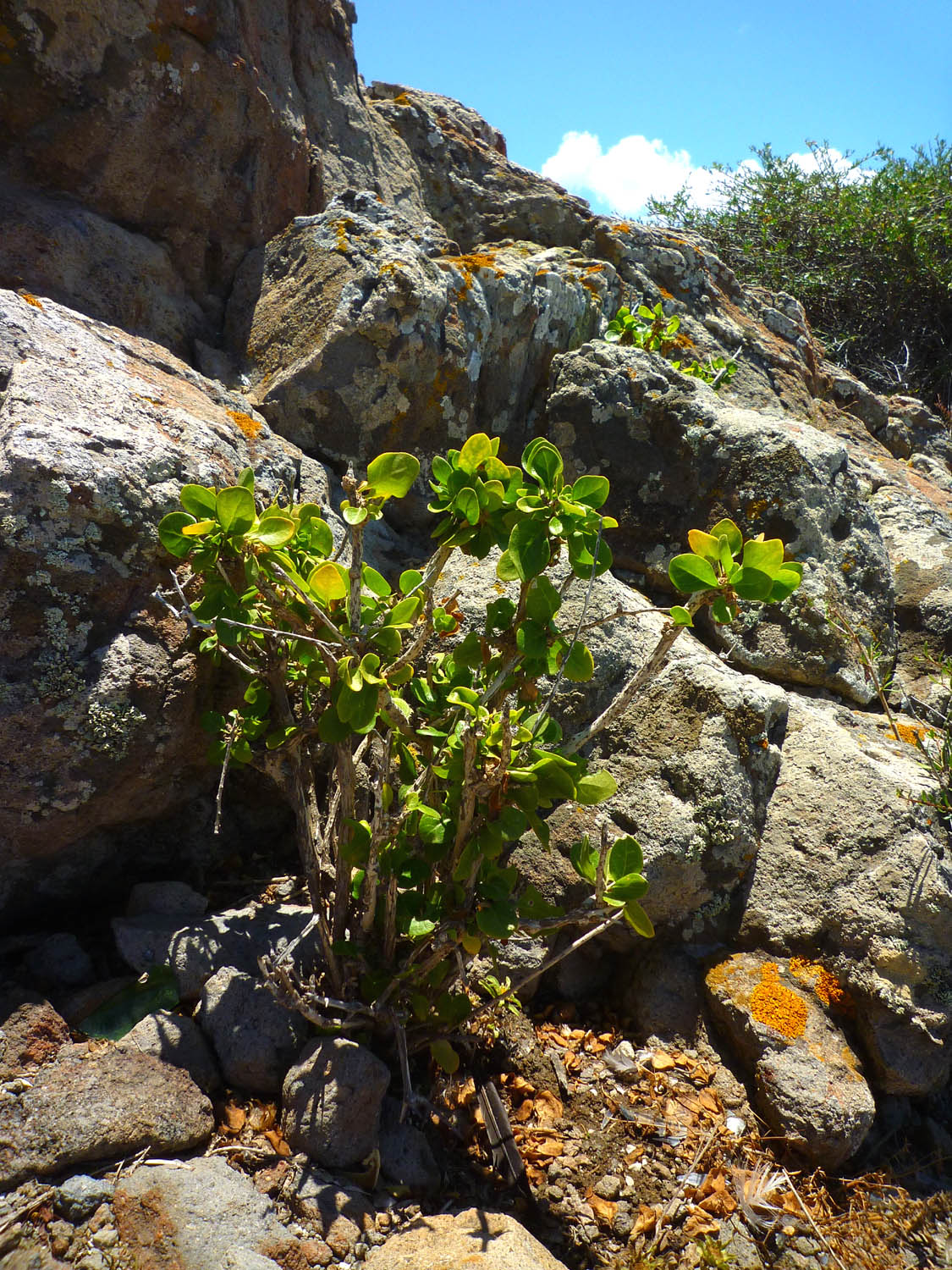
Withania frutescens
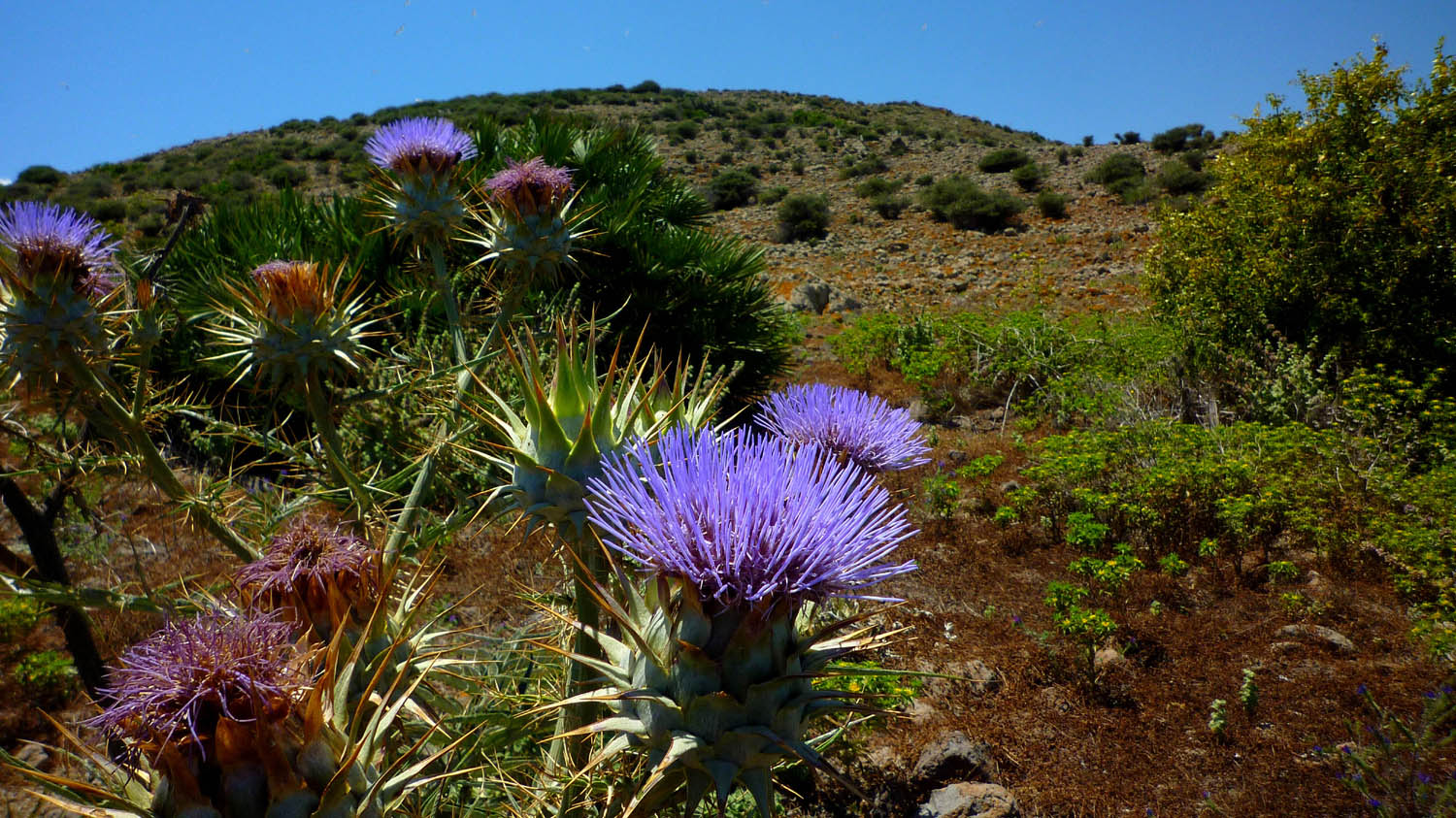
Cardo.

## Navegación marítima
De acuerdo al artículo 7 ("Limitaciones y prohibiciones de fondeo") del Real Decreto 118/2024, de 30 de enero, por el que se establecen limitaciones a la navegación marítima para la protección y recuperación del Mar Menor:

1. Solo se permite el fondeo por tiempo prolongado o de temporada para buques y embarcaciones en el Mar Menor en los polígonos de fondeo debidamente autorizados y espacios permitidos de manera expresa de la franja litoral mediterránea de la Región de Murcia por el órgano autonómico competente.

2. El fondeo tradicional de buques y embarcaciones que habitualmente se produce en temporada estival, y que se efectúa en zonas próximas a la costa para disfrutar de una jornada de baño, descanso, o del entorno del Mar Menor, queda limitado a un máximo de 24 horas.
En cualquier caso, queda prohibido el fondeo en las siguientes zonas:
a) Las de especial protección de la biodiversidad marina, incluidas las praderas de fanerógamas marinas y sobre sustratos rocosos, así como zonas con presencia de nacras (Pinna nobilis).
b) Las de especial protección para las aves (ZEPA).
c) Las destinadas a uso de cultivos marinos notificadas y reflejadas en las correspondientes cartas náuticas.
d) Las delimitadas para su uso militar.

e) Aquellas que, de manera motivada, se acuerden por la Capitanía Marítima de Cartagena.